# Tiziano Dall’Antonia
Tiziano Dall’Antonia (* 26. Juli 1983 in Vittorio Veneto) ist ein ehemaliger italienischer Radrennfahrer.

## Karriere
Im Jahre 2005 konnte Tiziano Dall’Antonia italienischer Zeitfahrmeister in der U23-Klasse werden und gewann die Trofeo Papà Cervi. Daraufhin bekam er 2006 einen Vertrag beim italienischen Professional Continental Team Ceramica Panaria-Navigare. 2010 war er als Teammitglied von Liquigas-Doimo am Sieg bei den Mannschaftszeitfahren beim Giro d’Italia und bei der Settimana Internazionale beteiligt.
Sieben Mal startete Dall’Antonia zwischen 2008 und 2015 bei den großen Landesrundfahrten Giro d’Italia und Vuelta a España. 2016 beendete er seine Radsportlaufbahn.

## Erfolge
2005
- Italienischer Meister – Einzelzeitfahren (U23)

2010
- eine Etappe Giro d’Italia (Mannschaftszeitfahren)
- eine Etappe Settimana Internazionale (Mannschaftszeitfahren)

## Grand-Tour-Platzierungen
| Grand Tour            | 2008 | 2009 | 2010 | 2011 | 2012 | 2013 | 2014 | 2015 |
| --------------------- | ---- | ---- | ---- | ---- | ---- | ---- | ---- | ---- |
| Giro d’ItaliaGiro     | 98   | –    | 91   | 138  | –    | 112  | –    | DNF  |
| Tour de FranceTour    | –    | –    | –    | –    | –    | –    | –    | –    |
| Vuelta a EspañaVuelta | –    | –    | –    | –    | 140  | 111  | –    | –    |

## Teams
- 2006 Ceramica Panaria-Navigare
- 2007 Ceramica Panaria-Navigare
- 2008 CSF Group-Navigare
- 2009 CSF Group-Navigare
- 2010 Liquigas-Doimo
- 2011 Liquigas-Cannondale
- 2012 Liquigas-Cannondale
- 2013 Cannondale Pro Cycling
- 2014 Androni Giocattoli-Venezuela (ab 25.05.)
- 2015 Androni Giocattoli-Sidermec
- 2016 Androni Giocattoli-Sidermec